# Conura
Conura is een geslacht van vliesvleugeligen uit de familie bronswespen (Chalcididae). De wetenschappelijke naam van dit geslacht is voor het eerst geldig gepubliceerd in 1837 door Spinola.

## Soorten
Het geslacht Conura omvat de volgende soorten:
- Conura abdominalis (Walker, 1862)
- Conura accila (Walker, 1841)
- Conura acragae Delvare, 1993
- Conura acuminata (Ashmead, 1904)
- Conura acuta (Fabricius, 1804)
- Conura acutigaster Delvare, 1992
- Conura adela (Burks, 1939)
- Conura adjuncta (Walker, 1864)
- Conura admixta (Walker, 1864)
- Conura adsita (Walker, 1864)
- Conura aemula (Walker, 1864)
- Conura aequalis (Walker, 1864)
- Conura africanus (Schmitz, 1946)
- Conura albifrons (Walsh, 1861)
- Conura albomaculata (Ashmead, 1904)
- Conura alienata (Walker, 1864)
- Conura alutacea Delvare, 1992
- Conura amoena (Say, 1836)
- Conura ampyx (Walker, 1850)
- Conura andersoni (Waterston, 1916)
- Conura anisitsi (Girault, 1911)
- Conura annexa (Walker, 1864)
- Conura annulifera (Walker, 1864)
- Conura annulipes (Spinola, 1853)
- Conura apaiis (Burks, 1940)
- Conura apicalis (Ashmead, 1904)
- Conura appressa (Walker, 1864)
- Conura arcana (Cresson, 1872)
- Conura arcuaspina Delvare, 1992
- Conura ardens (Cameron, 1897)
- Conura asantaremensis (Girault, 1913)
- Conura ashmiata Delvare, 1992
- Conura ashmilis Delvare, 1992
- Conura atrata (Ashmead, 1904)
- Conura attacta (Walker, 1864)
- Conura attalica (Walker, 1864)
- Conura axillaris (Ashmead, 1904)
- Conura azteca (Cresson, 1872)
- Conura basilica (Walker, 1864)
- Conura belti (Cameron, 1904)
- Conura bennetti (De Santis, 1979)
- Conura bergi (Kirby, 1885)
- Conura bertonii (Brèthes, 1909)
- Conura biannulata (Ashmead, 1904)
- Conura bidentata (Ashmead, 1904)
- Conura bipunctata (Ashmead, 1904)
- Conura blanda (Walker, 1864)
- Conura bouceki Delvare, 1992
- Conura brancensis (Ashmead, 1904)
- Conura brasiliensis (Ashmead, 1904)
- Conura brassolis (Schrottky, 1909)
- Conura bruchi (Blanchard, 1943)
- Conura burmeisteri (Kirby, 1883)
- Conura cameroni (Ashmead, 1904)
- Conura camescens Delvare, 1992
- Conura capensis (Cameron, 1907)
- Conura capitulata (Costa, 1864)
- Conura carinata Delvare, 1992
- Conura carinifera Delvare, 1992
- Conura carinifoveata (Cameron, 1909)
- Conura celsa (Walker, 1864)
- Conura certa (Walker, 1864)
- Conura chapadae (Ashmead, 1904)
- Conura chapadensis (Ashmead, 1904)
- Conura chrysomera (Walker, 1862)
- Conura coccinata (Cresson, 1872)
- Conura coccinea (Cresson, 1865)
- Conura cocois (Wolcott, 1924)
- Conura commoda (Walker, 1864)
- Conura compactilis (Cresson, 1872)
- Conura composita (Walker, 1864)
- Conura congolensis (Schmitz, 1946)
- Conura congrua (Walker, 1862)
- Conura conjungens (Walker, 1871)
- Conura contacta (Walker, 1864)
- Conura contermina (Walker, 1864)
- Conura contributa (Walker, 1864)
- Conura convergea Delvare, 2003
- Conura convexa Delvare, 1992
- Conura coronata (Cameron, 1913)
- Conura correcta (Walker, 1864)
- Conura corumbensis (Ashmead, 1904)
- Conura costalimai (De Santis, 1980)
- Conura costalis (Walker, 1862)
- Conura coxalis (Cresson, 1872)
- Conura cressoni (Howard, 1897)
- Conura dares (Walker, 1842)
- Conura debilis (Say, 1836)
- Conura decipiens (Kirby, 1883)
- Conura decisa (Walker, 1862)
- Conura delicata (Cresson, 1872)
- Conura delumbis (Cresson, 1872)
- Conura dema (Burks, 1940)
- Conura demota (Walker, 1864)
- Conura dentiscapa Moitoza, 1994
- Conura depicta (Walker, 1864)
- Conura desmieri Delvare, 1993
- Conura destinata (Walker, 1864)
- Conura dimidiata (Fabricius, 1804)
- Conura discalis (Walker, 1862)
- Conura discolor (Walker, 1862)
- Conura distincta Delvare, 1992
- Conura dorsata (Cresson, 1872)
- Conura dorsimaculata (Cameron, 1884)
- Conura efficta (Walker, 1864)
- Conura elachis (Burks, 1940)
- Conura elaeisis Delvare, 1993
- Conura elongata Delvare, 1992
- Conura emarginata (Fabricius, 1804)
- Conura enocki (Ashmead, 1904)
- Conura equadorica Özdikmen, 2011
- Conura eubule (Cresson, 1865)
- Conura exinaniens (Walker, 1864)
- Conura expleta (Walker, 1864)
- Conura fasciola (Cameron, 1897)
- Conura femorata (Fabricius, 1775)
- Conura ferruginea (Fabricius, 1804)
- Conura fidius (Walker, 1850)
- Conura fischeri (Brèthes, 1927)
- Conura flammeola (Cresson, 1872)
- Conura flava (Fabricius, 1804)
- Conura flavescens (André, 1881)
- Conura flavicans Spinola, 1837
- Conura flaviscutellum (Girault, 1913)
- Conura flavoaxillaris (Ashmead, 1904)
- Conura flavoorbitalis (Ashmead, 1904)
- Conura fortidens (Cameron, 1909)
- Conura foveata (Kirby, 1883)
- Conura fulvovariegata (Cameron, 1884)
- Conura fusiformis (Ashmead, 1904)
- Conura ghilianii (Spinola, 1851)
- Conura giraulti (De Santis, 1979)
- Conura grisselli Delvare, 1992
- Conura hansoni Delvare, 1992
- Conura hempeli (Ashmead, 1904)
- Conura hirtifemora (Ashmead, 1885)
- Conura hispinephaga Delvare, 1993
- Conura hollandi (Ashmead, 1904)
- Conura howardi (Ashmead, 1904)
- Conura huberi Delvare, 1992
- Conura igneoides (Kirby, 1883)
- Conura igneopatruelis Moitoza, 1994
- Conura illata (Walker, 1862)
- Conura imitator (Walker, 1862)
- Conura immaculata (Cresson, 1865)
- Conura incerta (Kirby, 1883)
- Conura incongrua (Ashmead, 1904)
- Conura initia Delvare, 1997
- Conura intermedia (Cresson, 1865)
- Conura iota Delvare, 1992
- Conura janzeni Delvare, 1992
- Conura juxta (Cresson, 1872)
- Conura koehleri (Blanchard, 1935)
- Conura laddi (Girault, 1913)
- Conura lasnierii (Guérin-Méneville, 1844)
- Conura laticeps (Ashmead, 1904)
- Conura lauta (Cresson, 1872)
- Conura lecta (Cresson, 1872)
- Conura lenkoi (De Santis, 1980)
- Conura lenta (Cresson, 1872)
- Conura leprieuri (Spinola, 1840)
- Conura leptis (Burks, 1940)
- Conura leptogastra (Cameron, 1909)
- Conura leucotela (Walker, 1862)
- Conura libanotica (Schmiedeknecht, 1909)
- Conura lineocoxalis (Ashmead, 1904)
- Conura lissa (Burks, 1940)
- Conura lobata (Costa, 1864)
- Conura longicaudata (Ashmead, 1904)
- Conura longipetiola (Ashmead, 1885)
- Conura lutea Delvare, 1992
- Conura luteipennis (Walker, 1862)
- Conura maculata (Fabricius, 1787)
- Conura maculipennis (Cameron, 1884)
- Conura magdelenensis Delvare, 1993
- Conura magistrettii (Blanchard, 1941)
- Conura marcosensis (Cameron, 1904)
- Conura marginata (Ashmead, 1904)
- Conura maria (Riley, 1870)
- Conura martinezi Delvare, 1993
- Conura masus (Walker, 1841)
- Conura mayri (Ashmead, 1904)
- Conura media (Ashmead, 1904)
- Conura megalospila (Cameron, 1913)
- Conura melana (Burks, 1940)
- Conura mendica (Cresson, 1872)
- Conura mendozaensis (Cameron, 1909)
- Conura meridionalis (Ashmead, 1904)
- Conura mesomelas (Walker, 1862)
- Conura meteori (Burks, 1940)
- Conura mexicana (Cresson, 1872)
- Conura miniata (Cameron, 1884)
- Conura minuta Delvare, 1992
- Conura misturata (Howard, 1894)
- Conura montezuma (Cresson, 1872)
- Conura morleyi (Ashmead, 1904)
- Conura mourei (De Santis, 1980)
- Conura napo Delvare, 1993
- Conura napoca Delvare, 1992
- Conura nebulosa (Walker, 1862)
- Conura nigricornis (Fabricius, 1798)
- Conura nigrifrons (Cameron, 1884)
- Conura nigrita (Howard, 1894)
- Conura nigropetiolata (Ashmead, 1904)
- Conura nigropleuralis (Ashmead, 1904)
- Conura nigrorufa (Walker, 1852)
- Conura nortonii (Cresson, 1872)
- Conura noyesi Özdikmen, 1881
- Conura odontotae (Howard, 1885)
- Conura oiketicusi (Cameron, 1913)
- Conura onorei Delvare, 1992
- Conura pallens (Cresson, 1865)
- Conura pallida (Holmgren, 1868)
- Conura paranensis (Schrottky, 1902)
- Conura patagonica (Blanchard, 1935)
- Conura paya (Burks, 1940)
- Conura perplexa (Ashmead, 1904)
- Conura persimilis (Ashmead, 1904)
- Conura petioliventris (Cameron, 1884)
- Conura phais (Burks, 1940)
- Conura philippia Delvare, 1992
- Conura phobetronae Delvare, 1993
- Conura phoenica (Burks, 1940)
- Conura picta (Fabricius, 1804)
- Conura pilosipartis Moitoza, 1994
- Conura pintoi (De Santis, 1980)
- Conura planifrons Delvare, 1992
- Conura pompiloides (Walker, 1871)
- Conura porteri (Brèthes, 1923)
- Conura pratinas (Walker, 1850)
- Conura prodebilis Delvare, 1992
- Conura propodea Delvare, 1992
- Conura provancheri (Burks, 1968)
- Conura pseudofulvovariegata (Becker, 1989)
- Conura pulchripes (Cameron, 1909)
- Conura pygmaea (Fabricius, 1804)
- Conura pylas (Walker, 1842)
- Conura quadrilineata (Cameron, 1913)
- Conura quadripunctata (Fabricius, 1804)
- Conura rasplusi Delvare, 1992
- Conura referator (Walker, 1862)
- Conura rodriguezi (Cockerell, 1912)
- Conura rufa (Gahan, 1934)
- Conura ruffinellii (Blanchard, 1947)
- Conura rufodorsalis (Ashmead, 1904)
- Conura rufoscutellaris (Ashmead, 1904)
- Conura saintpierrei (Girault, 1913)
- Conura saltensis (De Santis, 1963)
- Conura sanguiniventris (Cresson, 1872)
- Conura santarema (Ashmead, 1904)
- Conura santaremensis (Ashmead, 1904)
- Conura scalpella Delvare, 1992
- Conura scissa (Walker, 1864)
- Conura scudderi (Brues, 1910)
- Conura scutellaris (Cresson, 1865)
- Conura segoviae (Cameron, 1904)
- Conura sexdentata (Cameron, 1884)
- Conura sexmaculata (Ashmead, 1904)
- Conura shemaida Delvare, 1992
- Conura sibinecola (Blanchard, 1935)
- Conura sichelata Delvare, 1992
- Conura side (Walker, 1843)
- Conura silvestrii (De Santis, 1980)
- Conura similis (Ashmead, 1904)
- Conura sordida (Walker, 1862)
- Conura spilosoma (Cameron, 1905)
- Conura steffani Delvare, 1992
- Conura strigosa (Costa, 1864)
- Conura subobsoleta (Cresson, 1872)
- Conura surumuae Delvare, 1992
- Conura tanais (Burks, 1940)
- Conura tarsalis (Ashmead, 1904)
- Conura tenebrosa (Walker, 1862)
- Conura terminalis (Walker, 1864)
- Conura testaceicollis (Cameron, 1913)
- Conura timida (Ashmead, 1904)
- Conura tolteca (Cresson, 1872)
- Conura toluca (Cresson, 1872)
- Conura torrida (Walker, 1852)
- Conura torvina (Cresson, 1872)
- Conura townesi Delvare, 1992
- Conura transidiata Delvare, 1992
- Conura transitiva (Walker, 1862)
- Conura transversa (Walker, 1862)
- Conura trichostibatis (Strand, 1911)
- Conura tricolorata (Cameron, 1913)
- Conura tridentata Delvare, 1992
- Conura trilineata (Ashmead, 1904)
- Conura tripunctata (Ashmead, 1904)
- Conura tuberculata (Ashmead, 1904)
- Conura tygen Delvare, 1992
- Conura unilineata (Ashmead, 1904)
- Conura unimaculata (Ashmead, 1904)
- Conura vagabunda (Ashmead, 1904)
- Conura variegata (Fabricius, 1804)
- Conura variicolor (Dalla Torre, 1898)
- Conura vau (Ashmead, 1904)
- Conura vesicula Delvare, 1992
- Conura vigintidentata (Brèthes, 1922)
- Conura xantha (Burks, 1940)
- Conura xanthostigma (Dalman, 1820)